# Bandiera unita di Darhan Mumingghan
La bandiera unita di Darhan Mumingghan (达尔罕茂明安联合旗S, Dá'ěrhǎn Màomíng'ān Liánhé QíP) è una bandiera della Mongolia Interna, regione autonoma della Cina. Essa è amministrata dalla prefettura di Baotou.